# Comuna Rângaci, Noua Suliță
Rângaci (în ucraineană Рингач, transliterat: Rînhaci) este o comună în raionul Noua Suliță, regiunea Cernăuți, Ucraina, formată din satele Rângaci (reședința) și Șișcăuți.

## Demografie
Componența lingvistică a comunei Rângaci
     Ucraineană (93,82%)
     Română (5,14%)
     Alte limbi (0,98%)
Conform recensământului din 2001, majoritatea populației comunei Rângaci era vorbitoare de ucraineană (93,82%), existând în minoritate și vorbitori de română (5,14%).